# Terre de Holm
Pour les articles homonymes, voir Holm.
La Terre de Holm (en danois Holms Land), est une péninsule de la Terre du roi Frédéric VIII, au nord-est du Groenland.
Sur le plan administratif, elle appartient au Parc national du Nord-Est du Groenland.
Elle a été nommée lors de l'Expédition Danmark de 1906-1908 en l'honneur de l'officier de marine danois et explorateur de l'Arctique Gustav Holm.

## Géographie
La Terre de Holm est délimitée au nord par le fjord Ingolf, de l'autre côté duquel s'élève la terre d'Amdrup, et au sud par le détroit d'Hekla et le détroit du Dijmphna. À l’ouest, elle est rattachée au continent et à l'est se trouve la mer du Groenland. Le fjord Hanseraq est un petit fjord situé sur la côte est. Au sud se trouvent l'île Lynn et l'île Hovgaard. Une grande partie de l'intérieur de la Terre de Holm est recouverte par une calotte glaciaire.
Eskimonæsset est le point le plus au nord-est de la péninsule où se trouvent des vestiges archéologiques d'anciennes habitations inuites découverts lors de l'Expédition Danmark.
La Terre de Holm est montagneuse, en particulier dans sa partie ouest où les Alpes Princesse Caroline Mathilde s'étendent du nord au sud à travers l'extrémité ouest de la péninsule. Le point culminant atteint est 1 627 m d'altitude à 80° 28′ 28″ N, 19° 36′ 38″ O.
Des falaises abruptes constituent la majeure partie de la rive sud. La montagne Mallemuk (Mallemukfjeldet) est un haut plateau à l'extrémité sud-est avec la section de falaise la plus escarpée.
|  |  |